# سلیم معینی
سلیم معینی (انگلیسی: Salim Moizini؛ زادهٔ ۱۷ اکتبر ۱۹۸۵) بازیکن فوتبال اهل فرانسه است.
از باشگاه‌هایی که در آن بازی کرده‌است می‌توان به باشگاه فوتبال باستیا و باشگاه فوتبال پاریس اشاره کرد.
وی همچنین در تیم ملی فوتبال اتحاد قمر بازی کرده‌است.